# Црвени ибис
Црвени ибис, Гримизни ибис или Црвени ражањ (лат. Eudocimus ruber) врста је птице из породице ибиса. Може се наћи у Јужној Америци и Карибима и Антилима. Највише јата има у Бразилу, Гвајани, Суринаму, Венецуели, Холандским Антилима, Тринидаду и Тобагу, Колумбији иФранцуској Гвајани. Најповољније станишта за ове птице су блатњаве мочваре и обале ријека у тропским шумама. Једна је од двије националне птице Тринидада и Тобага, а њено име тупи-гваран, гваран, дио је назива неколико општина дуж обала Бразила. 

## Опис
Црвени ибис је дугонога и дуговрата птица мочварица. Сматра се издржљивом и снажном птицом и лако превладава велике раздаљине и углавном је цијело вријеме на ногама. У јату се креће у формацији у облику латиничног слова В. Препознатљива је по својој црвеној боји. Боја перја им зависи од исхране коју конзумирају па им је у заточеништву боја перја често свјетлија. За разлику од одраслих, млади су сиво-смеђе до бијеле боје на трбушној страни. Мужјаци и женке су једнако обојени, са тим да су обично мужјаци нешто већи. Сјена пера има једнако уједначен тон, а само се понегдје на крајевима крила разликују црна или тамноплава боја. Могу да нарасту до 70 цм у дужину, мужјаци који су нешто већи од женки обично теже 1.4 килограм Животни вијек црвеног ибиса је отприлике шеснаест година у дивљини и двадесет година у заточеништву. Одрасли црвени ибис има распон крила око 54 центиметра (21 инча). Имају танке и кратке ноге, кљун савијен према доље, а његова јединствена структура омогућава тражење хране у мутној води.

## Станиште и исхрана
Номади су, сезонски мигрирају између различитих обалних и мочварних подручја. Гнијезде се у мангровама или другом дрвећу у великим колонијама. Живе у јатима чија величина може премашити 30 јединки. У дивљини је могуће наћи јата чији број премашује и неколико хиљада јединки. Сви чланови јата баве се потрагом за храном, као и образовањем и заштитом младунчади. Црвени ибиси се само у сезони парења дијеле у парове и опремају своје гнијездо које се такође налази у близини остатка јата. Мужјак проналази материјал за израду гнијезда, најчешће од гранчица, а женка га прави. Понеки истраживачи израду гнијезда су описали као "без умијећа". У рано прољеће црвени ибиси почињу да се размножавају. Да би придобио женку, мужјак изводи ритуални плес. Прво темељито очисти перје, а затим скочи и напуше репом. Након 5 дана женка може снијети око три јаја, а период инкубације траје до 23 дана. Родитељи пажљиво штите гнијездо и брину се о младима док се не осамостале. Често се дешава да се сједине са другим птицама попут родама, чапљама, паткама и кашикарама. Хране се инсектима, црвима, раковима, шкољкама и рибама. Велика количина шкампа и других црвених шкољки производи вишак астаксантина, каротеноида који је кључна компонента црвене пигментације птица. Када се држе у зоолошким вртовима, као додатак исхрани користе се цвекла и мрква за одржавање живости боје у перју.